# Booneville (Kentucky)
Booneville és una població dels Estats Units a l'estat de Kentucky. Segons el cens del 2000 tenia 111 habitants.

## Demografia
Segons el cens del 2000, Booneville tenia 111 habitants, 50 habitatges, i 36 famílies. La densitat de població era de 68 habitants/km².
Dels 50 habitatges en un 26% hi vivien nens de menys de 18 anys, en un 60% hi vivien parelles casades, en un 12% dones solteres, i en un 28% no eren unitats familiars. En el 28% dels habitatges hi vivien persones soles el 16% de les quals corresponia a persones de 65 anys o més que vivien soles. El nombre mitjà de persones vivint en cada habitatge era de 2,22 i el nombre mitjà de persones que vivien en cada família era de 2,67.
Per edats la població es repartia de la següent manera: un 18,9% tenia menys de 18 anys, un 6,3% entre 18 i 24, un 24,3% entre 25 i 44, un 29,7% de 45 a 60 i un 20,7% 65 anys o més.
L'edat mediana era de 45 anys. Per cada 100 dones de 18 o més anys hi havia 95,7 homes.
La renda mediana per habitatge era de 15.833 $ i la renda mediana per família de 17.500 $. Els homes tenien una renda mediana de 36.250 $ mentre que les dones 31.250 $. La renda per capita de la població era de 8.252 $. Entorn del 40% de les famílies i el 57,6% de la població estaven per davall del llindar de pobresa.

## Poblacions més properes
El següent diagrama mostra les poblacions més properes.